# Vigalfo
Vigalfo è una frazione del comune italiano di Albuzzano. Costituì un comune autonomo fino al 1872.

## Infrastrutture e trasporti
Fra il 1884 e il 1934 la località ospitò una fermata della tranvia Pavia-Sant'Angelo Lodigiano.